# Hrabstwo Rolette

Piramida wieku hrabstwa

Hrabstwo Rolette (ang. Rolette County) to hrabstwo w północnej części stanu Dakota Północna w Stanach Zjednoczonych. Hrabstwo zajmuje powierzchnię 2 432,85 km². Według szacunków United States Census Bureau w roku 2006 liczyło 13 903 mieszkańców. Siedzibą administracji hrabstwa jest miasto Rolla.

## Miejscowości
- Dunseith
- Rolla
- Rolette
- St. John
- Mylo

## CDP
- Belcourt
- East Dunseith
- Green Acres
- Shell Valley